# Thân vương quốc
Thân vương quốc (tiếng Anh: principality, princedom; tiếng Đức: Fürstentum; tiếng Pháp: principauté; tiếng Catalunya: principat), hay Lãnh địa vương hầu, là một danh xưng để chỉ một vùng lãnh thổ tương đương công quốc, có chủ quyền hoặc một lãnh địa thân vương, do một quý tộc địa vị thân vương (tiếng Anh: Prince) hoặc vương công (tiếng Đức: Fürst) đứng đầu. Ngày nay vẫn còn một số thân vương quốc có chủ quyền còn tồn tại, đó là Thân vương quốc Liechtenstein, Thân vương quốc Monaco và Thân vương quốc Andorra. Ngoài ra, một số trữ quân của các quốc gia quân chủ châu Âu được phong lãnh địa thân vương trên danh nghĩa như Thân vương xứ Wales (Prince of Wales) của Anh, Thân vương xứ Asturias (Príncipe de Asturias) của Tây Ban Nha...

## Thuật ngữ
Thuật ngữ "thân vương quốc" thường được dùng không chính thức để chỉ Wales, dù rằng cách dùng từ này không có cơ sở hiến định. Thân vương quốc Wales từng tồn tại ở miền bắc và miền tây xứ Wales trong giai đoạn từ thế kỷ XIII đến thế kỷ XVI. Vào thế kỷ XV, Wales thực tế gồm hai thực thể hành chính riêng rẽ: Thân vương quốc Wales (đứng đầu là Thân vương xứ Wales, tiếng Anh: Prince of Wales) và các mark của Wales (tự trị hoàn toàn, nằm dưới quyền các quý tộc). Về phương diện pháp lý, các Laws in Wales Act năm 1536 và 1543 đã hợp nhất Wales vào lòng Anh Cách Lan (England); các mark bị bãi bỏ và Wales được chia thành nhiều shire với cung cách quản lý tương tự các hạt của Anh Cách Lan. Kể từ đó thì theo truyền thống, tước vị Thân vương xứ Wales - cùng với Công tước xứ Cornwall (Duke of Cornwall) và Công tước xứ Rothesay (Duke of Rothesay) - được phong cho người kế vị của quốc vương đang trị vì Anh Quốc, tuy nhiên người này không có trách nhiệm cai trị Wales. Ở vùng đông bắc Tây Ban Nha trong giai đoạn từ thế kỷ IX đến thế kỷ XVIII từng tồn tại Thân vương quốc Catalonia - có chủ quyền căn cứ theo "Hiến pháp về Thân vương quốc Catalonia" cho đến khi chiến bại dưới tay người Catala trong cuộc chiến tranh giành quyền kế vị ngai vàng "các vương quốc Tây Ban Nha" (1701-1714, tên theo cách gọi vào thời kỳ lịch sử đó).
Có nhiều hình thái thân vương quốc; đó có thể là một lãnh địa bá tước, một mark hoặc một công quốc. Thỉnh thoảng, thuật ngữ "thân vương quốc" cũng được dùng để chỉ một nền quân chủ bé nhỏ, do một quân chủ có cấp bậc thấp hơn vua cai trị - chẳng hạn fürst (như ở Liechtenstein) hoặc đại công tước. Ngày nay không có công quốc có chủ quyền nào còn tồn tại, riêng Luxembourg là ví dụ duy nhất về đại công quốc còn tồn tại.

## Các thân vương quốc châu Âu

### Sự phát triển
Mặc dù thân vương quốc đã có từ thời cổ, ngay cả trước thời kỳ đỉnh cao của Đế quốc La Mã, song thân vương quốc như ngày nay biết đến mới chỉ phát triển trong thời kỳ Trung cổ 350-1450 khi hình thái kinh tế - xã hội phong kiến chiếm ưu thế ở châu Âu. Chế độ phong kiến tăng thêm quyền lực cho các thân vương bản xứ trong phạm vi thiên hạ của nhà vua. Theo thời gian, do các thân vương không ngừng thâu tóm nhiều quyền lực nên quyền lực của nhà vua bị lu mờ ở nhiều khu vực. Điều này gây ra tình trạng cát cứ chính trị, nói cách khác là đất đai của vua bị phân thành nhiều tiểu quốc dưới quyền các thân vương và công tước. Tình trạng này đặc biệt phổ biến ở châu Âu, cụ thể là trong lòng Đế quốc La Mã Thần thánh.
Vào thời Phục hưng 1200-1500, các thân vương quốc thường xuyên ở trong tình trạng chiến tranh với nhau do các triều đình phong kiến khẳng định chủ quyền đối với các thân vương quốc nhỏ hơn. Những cuộc chiến tranh này gây bất ổn nghiêm trọng và tàn phá nền kinh tế. Từng đợt bệnh dịch hạch cũng góp phần làm giảm khả năng giữ được độc lập của các thân vương quốc. Tuy nhiên, các tiến bộ trong nông nghiệp và sự phát triển trao đổi hàng hóa - dịch vụ đã nâng cao thương mại giữa các thân vương quốc. Các thân vương và công tước phát triển lãnh thổ mình cai trị, lập ra các hải cảng mới. Một số dùng của cải mới kiếm được để xây dựng cung điện và các công trình mà ngay nay còn tồn tại.

### Hợp nhất
Không phải thân vương quốc nào cũng giữ được nền độc lập. Một số duy trì độc lập và hưởng sự thịnh vượng, trong khi một số bị các nước lớn hơn thôn tính. Lịch sử châu Âu ghi nhận nhiều sự hợp nhất lãnh thổ các thân vương quốc nhỏ thành các vương quốc và đế quốc lớn. Xu hướng này diễn ra ở Anh Cách Lan trong thiên niên kỷ 1 và tiếp tục ở giai đoạn kế, dẫn đến sự hình thành các nhà nước Pháp, Bồ Đào Nha và Tây Ban Nha. Một dạng hợp nhất lãnh thổ khác được gia tộc Medici tiến hành ở Ý trong thời kỳ Phục hưng. Xuất thân làm nghề ngân hàng, gia tộc Medici đã chiếm quyền kiểm soát nhiều vùng ở Ý và thậm chí ngôi vị giáo hoàng. Họ cử các thành viên gia đình vào các vị trí thân vương và đảm bảo sự bảo hộ đối với Vatican. Về sau, Phổ cũng bành trướng lãnh thổ bằng cách đoạt lấy lãnh thổ của nhiều nước khác.
Tuy vậy, trong các thế kỷ từ 17 đến 19 cũng diễn ra tình trạng ngược lại, đặc biệt là trong phạm vi Đế quốc La Mã Thần thánh. Nhiều quốc gia có chủ quyền được lập mới do hệ quả của việc chuyển nhượng đất đai vì nhiều nguyên nhân khác nhau.

### Chủ nghĩa dân tộc
Chủ nghĩa dân tộc trở nên phổ biến vào cuối thế kỷ XIX. Một đặc trưng của chủ nghĩa dân tộc là sự nhận thức về tính đồng nhất trên một phạm vi lớn hơn, chẳng hạn một vùng cùng chung ngôn ngữ và văn hóa. Bởi thế, người ta không còn ưa chuộng thân vương quốc nữa. Nhiều thân vương quốc sát nhau thỏa hiệp thống nhất lại và lập nên các chính thể lập hiến, trong đó hoàng gia chỉ còn là biểu tượng không có thực quyền. Xu hướng trong thế kỷ XIX và XX là bãi bỏ các chế độ quân chủ và lập mới các chính thể cộng hòa có tổng thống do tổng tuyển cử mà ra.

## Các thân vương quốc khác

### Ở ngoài châu Âu
Không chỉ châu Âu mà châu Phi, châu Á, châu Mỹ thời kỳ tiền Colombo và châu Đại Dương cũng có thân vương quốc. Trong ngữ cảnh giai đoạn thuộc địa, người ta hay dùng thuật ngữ princely state hơn, đặc biệt là đối với những thực thể lệ thuộc các thế lực thực dân châu Âu. Chẳng hạn, ở Ấn Độ thuộc Anh, có các tiểu quốc do các quân chủ được thực dân Anh gọi là thân vương, bất kể sự khác biệt mang tính bản địa bởi tước vị của những người này có thể tương đương vua.

### Thân vương quốc vi quốc gia
Một số vi quốc gia (thực thể do tư nhân tự lập ra và không được công nhận) cũng tự cho mình là thân vương quốc có chủ quyền, chẳng hạn Sealand - nguyên là một pháo đài quân sự cũ nằm ở biển Bắc.